# Tanja Masalitinowa
Tanja Masalitinowa (bułg. Таня Масалитинова), (ur. 2 września 1922 w Pradze, zm. 31 maja 2014) – aktorka bułgarska; córka Nikołaja Masalitinowa.
W latach 1946–1989 występowała w Teatrze Narodowym w Sofii. Aktorskie staże warsztatowe odbywała u Georgiego Towstonogowa, Aleksieja Efrosa i Erwina Axera (1966–1967). Współpracowała m.in. z reżyserami: Konstantinem Mirskim, Kirkorem Azarianem, Leonidem Grojsem, Maksimem Kisełowem. Role psychologiczne w repertuarze klasycznym (m.in. Irina – Trzy siostry Antona Czechowa, Ksenia – Jegor Bułyczow i Akulina – Mieszczanie Maksyma Gorkiego), także komediowe (m.in. Maria – Wieczór Trzech Króli Williama Szekspira).